# ミニッツAWDシリーズ
『ミニッツAWDシリーズ』は京商が2005年より発売している、1/27スケールのRCカーである。

## 概要
ミニッツレーサーシリーズの内、唯一の四輪駆動形式である。第一弾のシャシー型名はMA-010。
ボディはMR-015、MR-01のボディの殆どと、MR-02の一部が装着可能。ミニッツの他のグレードに比べドリフト走行に適している。
|               | M  | L  | LL |
| ------------- | -- | -- | -- |
| MA-010 MA-015 | 90 | 94 | -  |
| MA-020        | 90 | 94 | 98 |

## MA-010系
MA-010
2005年発売。ミニッツレーサーの派生モデルで、4輪駆動となった。殆どのMR-01・015用ボディが流用できる。オプションパーツを装着することによって一部のMR-02用ボディも使用することができる。後にASF基板が搭載されたモデルも発売される。
MA-015
TikiTikiモード搭載するRA-23T基板に変更。それによってジャイロユニットを搭載可能となった。初心者でも安易にドリフト走行ができることを売りとした、MA-015 +D Evoというシリーズも展開された。こちらはシャシー構造はMA-015と同じ構造で、ジャイロユニットとドリフトタイヤを同梱したものである。

## MA-020系
MA-020
2013年12月発売。MR-03シリーズ同様、フロントのトレッドの変更が可能になる。リアにはダブルウィッシュボーンサスペンションが標準装備されるようになった。発売1ヶ月でリアのトレッドもフロント同様、ワイドトレッドに変更できるオプションパーツが発売された。このリアトレッドの幅はMR-03およびMR-02シリーズにおけるLMモーターマウントを搭載した幅と同じとなる。
MA-020VE シャシーセット
2014年10月発売。ブラシレスモーター搭載型MA-020シャシー。8500KVのXSPEED VEブラシレスモーターを搭載。フルベアリング仕様。
MA-020VE PRO シャシーセット
2015年11月発売。新しく「MHS(MINI-Z Hybrid Spread Spectrum)2.4GHzシステム」を導入したハイレスポンス仕様。別売のハイエンド送信機Syncro EX-6での使用を前提に開発された。従来のASF2.4GHzシステムでも操作可能だがレスポンスは従来通りとなる。8500KVのXSPEED VEブラシレスモーターを搭載したフルベアリング仕様。
MA-020VE PRO SP シャシーセット
2016年11月発売。主にモーター冷却系のオプションパーツを標準装備としたシャシーセット。ハードアルマイト仕様のアルミモーターカバーとアルミモーターホルダーセットのほか、ジャイロユニットを標準装備とした。モータースリーブやモーターカバーは専用のアルマイトカラーとなり、メインシャシーはブラックアウトされた。MHS及びASFにて操作可能。

## MA-020 スポーツ系
MA-020 スポーツ
2014年12月発売。ミニッツAWDの普及に向けて、価格を抑えたレディセット（廉価版）。基板を専用基板に変更しFHS2.4GHzのKT-19送信機を採用した。従来のKT-18やEX-5UR ASFといったASF送信機との互換性は無い。ドリフトタイヤを標準装備したフルベアリング仕様とし、電池のセットだけですぐにドリフト走行を楽しめるよう配慮された。
スポーツバージョン専用ジャイロ（MZW431、別売）に対応し、専用スペースとジャイロ調整ボリュームを装備。シャシー単体でジャイロの効きを調整可能。

## ギャラリー

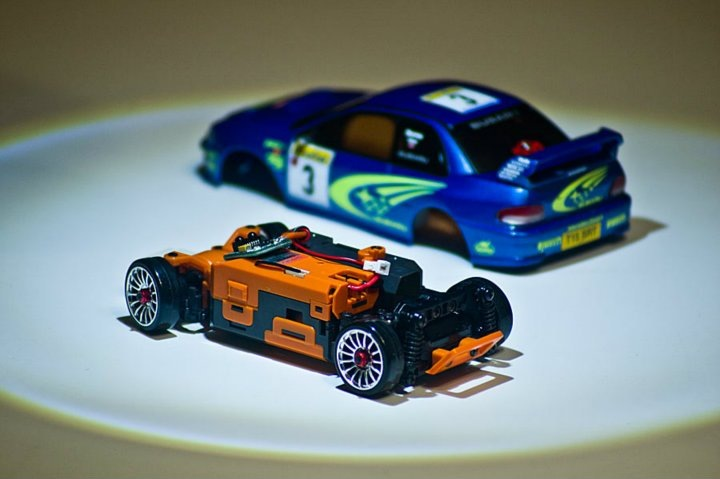
Mini-Z AWD
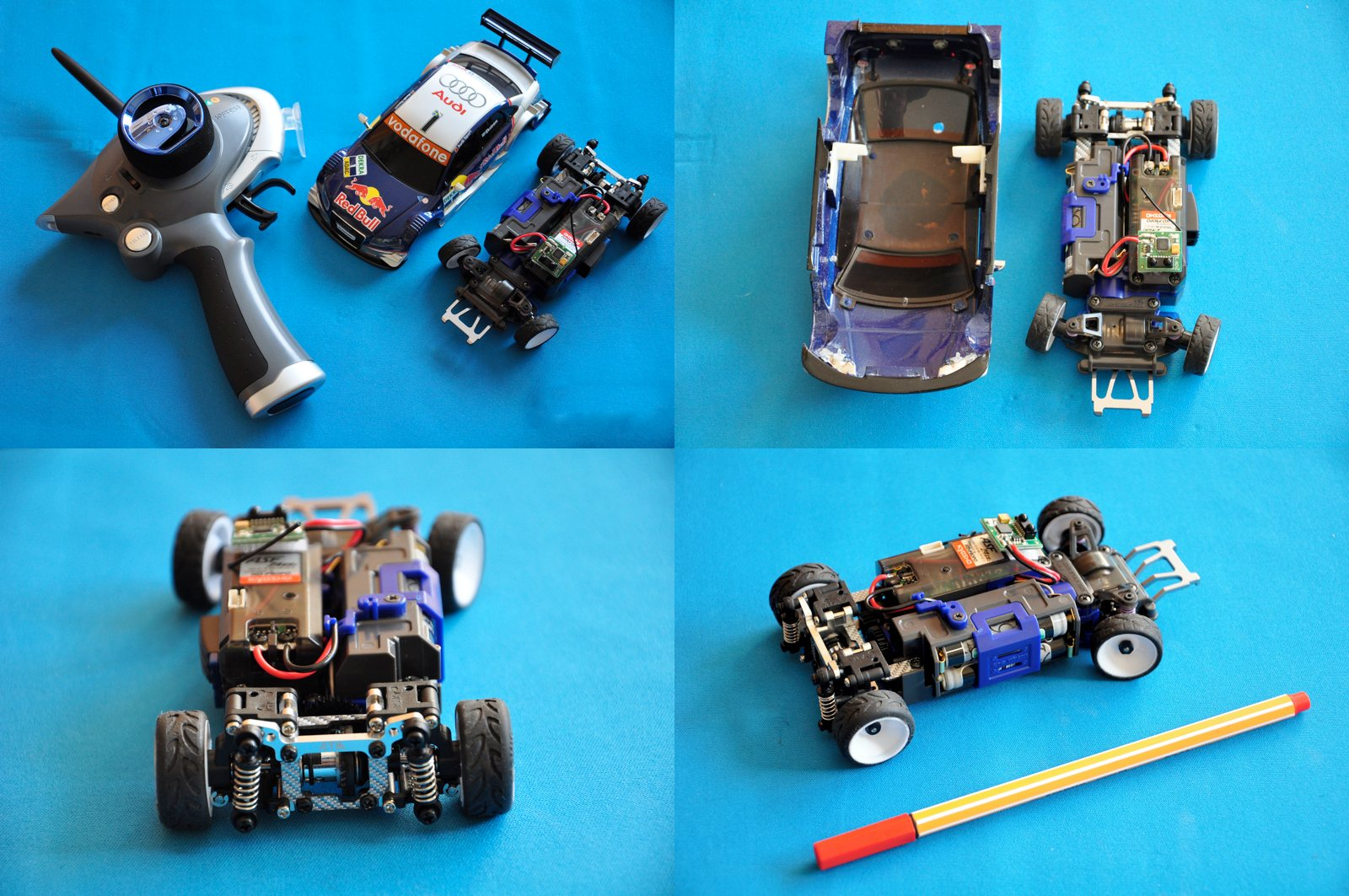
Mini-Z AWD と KT-18送信機